# Маргарета Амблер
Маргарета Дезіре Вікторія, місіс Амблер (швед. Prinsessan Margaretha Désirée Victoria Ambler, нар. 31 жовтня 1934, Палац Хага, Сульна, Стокгольм) — шведська принцеса, старша донька принца Густава, герцога Вестерботтенського і принцеси Сибілли Саксен-Кобург-Готської. Одна з чотирьох старших сестер короля Карла XVI Густава.

## Життєпис

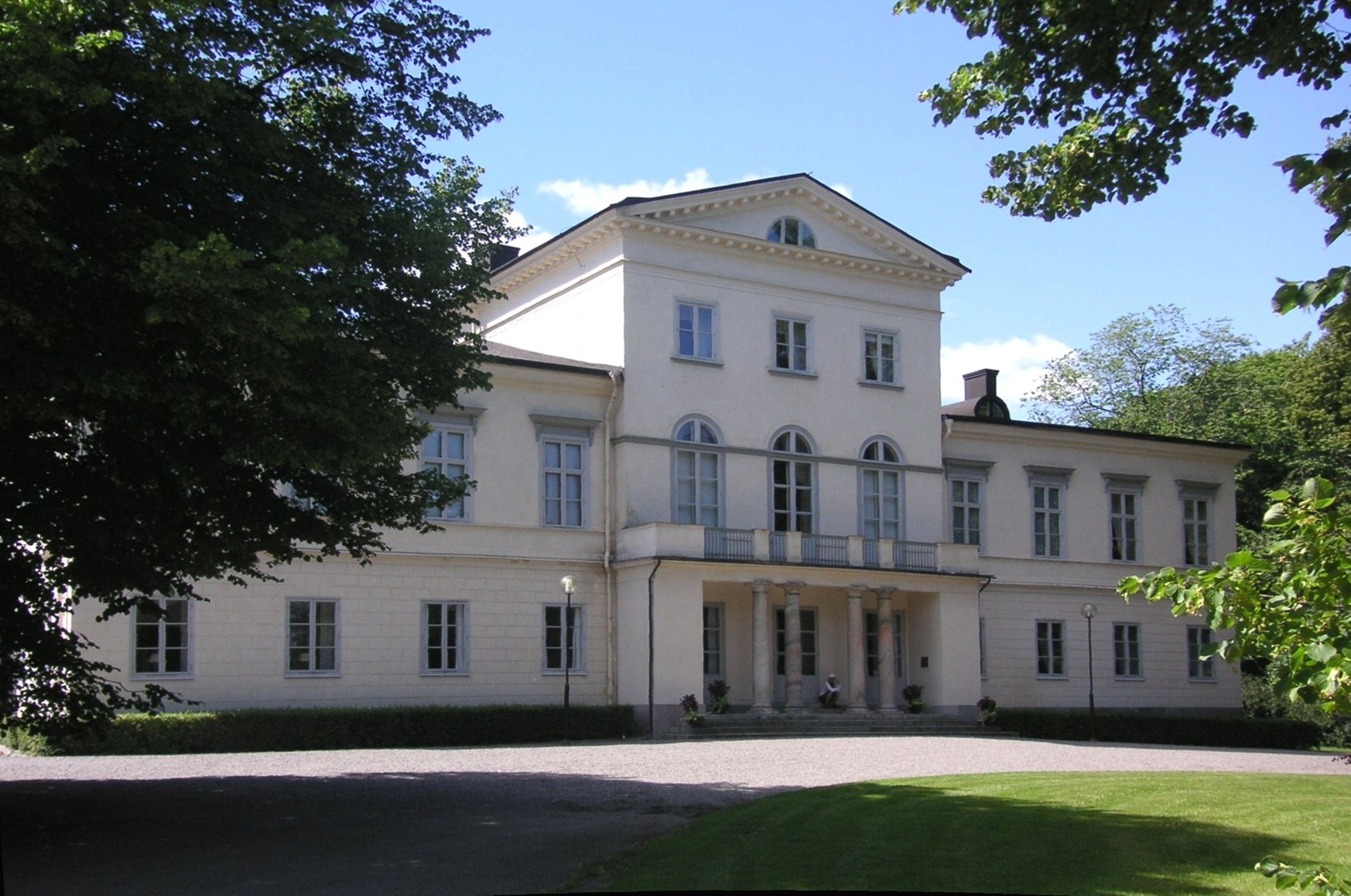
Палац Хага — парадний фасад.

Принцеса Маргарета Дезіре Вікторія Шведська народилася 31 жовтня 1934 року першою дитиною і дочкою в родині принца Густава, герцога Вестерботтенського і принцеси Сибілли Саксен-Кобург-Готської. Усього в родині народилося п'ятеро дітей: Маргарета (нар.. 1934), Біргітта (нар. 1937), Дезіре (нар.. 1938), Крістіна (нар.. 1943) і довгоочікуваний спадкоємець принц Карл (нар. 1946) — король Швеції з 1973 року. Всі принцеси народилися у Палаці Хага, і з дитинства їх разом називали принцеси Хага. Незважаючи на те, що Маргарет була найстаршою дитиною в сім'ї, вона ніколи не вважалася спадкоємицею шведського престолу, бо на той час діяла Конституція, яка виключала право жінок успадкувати корону.
Освіту принцеса отримувала від приватних учителів у палаці Хага, потім у Стокгольмській швейній школі та в школі Марти. Освітою принцеси займалася особисто її тітка королева Данії Інгрід.
По батькові доводиться двоюрідною сестрою королеві Данії Маргрете II.
У 1947 році її батько загинув в авіаційній катастрофі ще за життя діда і прадіда Маргарети. Після його смерті в 1950 році вся сім'я переїхала до Королівського палацу у Стокгольмі. Вчителі казали, що Маргарета володіє музичним слухом.
На початку 1958 року перебуваючи у Великій Британії вона зустріла піаніста Роберта Дургас-Г'юма. Між ними зав'язався роман, і вони навіть хотіли оголосити про заручини. Але під тиском королівської родини весілля так і не відбулася. Робін пізніше мав роман з англійською принцесою Маргарет, сестрою Єлизавети II. У 1968 році Робін вчинив самогубство.

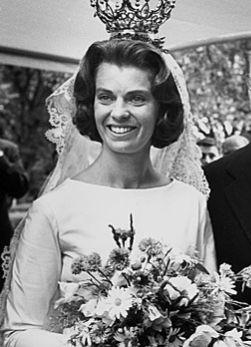
Маргарет у день свого весілля.

У 1963 році принцеса зустріла іншого англійця Джона Амблера. В лютому 1964 року вони побралися. 30 червня того ж року вони одружилися на острові Еланд. Ця весілля вважалася приватним заходом і було за розмахом менше за весілля її сестер, які одружувалися в Стокгольмі. Після весілля принцеса Маргарета втратила свій титул «Її Королівська Високість» і стала відома як «Принцеса Маргарет, місіс Амблер». Весільним подарунком від короля і королеви Швеції на весілля стала діамантова тіара-кокошник, яка належала бабусі Маргарети, британській принцесі Маргариті Коннаутській. В родині народилося троє дітей, які не мають права на спадкування шведського трону:
- Сибілла Луїза Амблер (нар. 1965) — названа на честь своєї бабусі по матері, одружена з бароном Хеннінгом фон Дінкледом (нар. 1971), проживають в Мюнхені, двоє дітей. Їх дочка Мадлен була однією з подружок на весіллі Кронпринцеси Вікторії;
- Карл Едвард Амблер (нар. 1966) — одружився з Гелен Росс (нар. 1969), двоє дітей;
- Джеймс Патрік Амблер (нар. 1967) — одружився з Урсулою Мері Шиплі (нар. 1965), двоє дітей.

З 1994 року Маргарета та її чоловік стали проживати окремо, але ніколи не розлучалися. Джон Амблер помер 31 травня 2008 року.
Принцеса проживає в Оксфордширі, неподалік від Лондона. Єдиним офіційним заходом принцеси є відкриття щорічного Шведського Різдвяного базару в Лондоні. Принцеса бере участь у заходах шведської королівської родини. Вона була гостею на весіллі Кронпринцеси Вікторії в 2010 році, а також була присутня на весіллі принцеси Мадлен у 2013 році, хрестинах дочки принцеси Леонор у 2014 році, хрестинах принца Габріеля в 2017 році.

## Нагороди
- Дама Ордену Серафимів (Швеція)[7];

Герб принцеси Маргарети в 1934—1964.

- Королівський сімейний орден короля Карла XVI Густава (1973);
- Ювілейна медаль Його Величності короля Карла XVI Густава (30 квітня 1996);
- Пам'ятна медаль Діамантового ювілею короля Карла XVI Густава (15 вересня 2013)[8];